# Gabriel Rabassa Oliver
Gabriel Rabassa Oliver (Palma, 23 de juny de 1915 - 2 de maig de 1995) va ser un promotor cultural, mestre d’escola i tècnic turístic. L'any 1998 va rebre el Premi Ramon Llull a títol pòstum.
En finalitzar la Guerra Civil espanyola fou responsable de les Milícies de Falange Española a les Illes Balears i delegat de Cultura del Movimiento Nacional. Va ser director de l'Institut de Formació Professional Verge de Lluc des de 1963 fins a l'any 1977 i de l'Escola d'Hostaleria de Mallorca des de 1965 fins 1993. Impulsor de la creació de l'Estudi General Lul·lià (1949), va ser el seu secretari general des de 1951 fins a la seva mort en 1995 i impulsà la implantació dels estudis universitaris a Palma. També va crear el Museu Marítim de Mallorca el 1951 i la posterior Associació d'Amics del Museu Marítim. Va ser un dels fundadors de l'Associació d'Amics dels Molins de Mallorca i el seu president des de la fundació l'any 1977 fins a la seva mort l'any 1995.